# Hans Albrecht von Harrach
Hans Albrecht Graf von Harrach zu Rohrau und Thannhausen (* 11. Februar 1873 in Florenz; † 22. Oktober 1963 in Hohenried, Gemeinde Brunnen) war ein deutscher Bildhauer.

## Familie
Hans Albrecht von Harrach war Sohn des Historienmalers Ferdinand von Harrach und der Salonière Helene geb. Gräfin Pourtalès (1849–1940). Väterlicherseits entstammte er damit dem alten, zum österreichischen Hochadel zählenden Adelsgeschlecht Harrach und mütterlicherseits der nach Aufhebung des Edikts von Nantes von Frankreich nach Neuenburg in der Schweiz geflohenen und von Friedrich dem Großen geadelten Hugenottenfamilie Pourtalès. Der preußische Diplomat Graf Albert von Pourtalès war sein Großvater.
Hans Albrecht von Harrach war seit 1899 verheiratet mit Helene Gräfin Arco-Zinneberg, einer Schwester der Schriftstellerin Mechtilde Lichnowsky. Sie hatten fünf Töchter.

## Leben
Hans Albrecht von Harrach verbrachte seine Kindheit auf dem väterlichen Schloss Tiefhartmannsdorf in Schlesien und auf Schloss Oberhofen, dem am Thunersee gelegenen Schloss seiner Mutter. Im Alter von zwölf Jahren wurde er in die Landesschule Pforta eingeschult. Nach deren Besuch studierte er an der Akademie Neuenburg, der Universität Bonn und ab Ostern 1895 der Universität München zunächst Rechtswissenschaften. 1893 wurde er Mitglied des Corps Borussia Bonn. Er wandte sich zunehmend der Malerei zu und ging nach Rom, wo er die Malerei erlernte. Anschließend setzte er seine Kunststudien in München fort, wo er unter anderem bei Otto Greiner und Simon Hollósy arbeitete. Dort gehörte zu seinen Mitschülern Georg Kolbe, zu dessen Förderer er wurde. Nach einem Jahr ging er zur Fortsetzung seiner Kunststudien für zwei Jahre nach Paris. Dort besuchte er die Académie Julian und die Académie Carmen von James McNeill Whistler.
Nach seinen Kunststudien ging Harrach nach Florenz, wo er in der Villa Medici von Marignolle lebte. Dort schuf er als eines seiner ersten bildhauerischen Werke die Bronzebüste Gräfin H. sowie in Marmor vier Kinderbüsten. Er eröffnete ein Atelier in Berlin. Der Erste Weltkrieg unterbrach seine künstlerische Arbeit an einer großen Figur und mehreren Büsten abrupt. Als Rittmeister der Reserve im Husaren-Regiment „König Wilhelm I.“ (1. Rheinisches) Nr. 7 kämpfte er zunächst an der Front. 1915 wurde er Leiter der deutschen Pressestelle beim Generalgouvernement Belgien in Brüssel. In dieser Funktion beeinflusste er die Flamenpolitik maßgeblich. Im letzten Kriegsjahr befehligte er an der Front vor Verdun ein Infanterie-Bataillon und war Kavallerieführer in einer Großkampfdivision. Bei Kriegsende führte er seine Schwadron nach Hamburg zurück und demobilisierte sie dort.
In München ließ er sich von dem Architekten Oswald Bieber ein Haus bauen, das er seit 1925 bewohnte. Dort schuf er unter anderem die Bronzestatue Reife, eine Gartenfigur aus Kalkstein und eine Gedenktafel für einen gefallenen Offizier.
Von Harrach war Mitglied der Genossenschaft PAN und des Deutschen Künstlerbundes und in der Zeit des Nationalsozialismus der Reichskammer der bildenden Künste. 

## Werke
- Kinderbüste, (Marmor)
- Bronzebüste Gräfin H., (lebensgroß)
- Gedenktafel für einen gefallenen Offizier
- Reife, (Bronze)
- Gartenfigur, (Kalkstein)
- Morgen (Statuette, Bronze; 1940 auf der Großen Deutschen Kunstausstellung)[7]